# Katy Hudson (Album)
Katy Hudson ist ein Gospel-Rock Album aus dem Jahr 2001 von Katy Hudson, heute Katy Perry. Das Album in der Musikrichtung Christliche Musik war das Debüt der damals 16-Jährigen.

## Entstehung und Stil
Katy Hudson ist bei vier Liedern auf dem Album als Autorin verzeichnet, außerdem ist sie Co-Autorin der restlichen Lieder. Auf dem Album spielte sie Poprock, der von Künstlerinnen wie Sarah McLachlan und Fiona Apple beeinflusst war. Auch starke Inspiration von Alanis Morissette wurde dem Album bescheinigt. Durch die Veröffentlichung des Albums offenbarte sich die Verwechslungsgefahr mit Kate Hudson, der Tochter von Goldie Hawn. Dies war ein Grund für die spätere Namensänderung in Katy Perry.

## Rezeption
Das Album war kommerziell extrem erfolglos, es verkaufte sich nicht einmal 200 mal. Es fand aber breiten Anklang in der christlichen Musikszene. Stephen Thomas Erlewine von Allmusic nannte das Album überproduziert, auch sei es klar gewesen, dass „das Stadtmädchen niemals damit zufrieden gewesen wäre, auf einer christlichen Farm herumzuhängen“. Das Album zeige, dass die heutige Katy Perry Talent habe, sie sei allerdings „falsch vermarktet“ worden. Er vergab drei von fünf Sternen.

## Titelliste
1. Trust in Me (Katy Hudson/Mark Dickson) – 4:46
2. Piercing (Katy Hudson/Tommy Collier/Brian White) – 4:06
3. Search Me (Katy Hudson/Tommy Collier/Scott Faircloff) – 5:00
4. Last Call (Katy Hudson) – 3:07
5. Growing Pains (Katy Hudson/Mark Dickson) – 4:05
6. My Own Monster (Katy Hudson) – 5:25
7. Spit (Katy Hudson) – 5:10
8. Faith Won’t Fail (Katy Hudson/Mark Dickson) – 5:14
9. Naturally (Katy Hudson/Scott Faircloff) – 4:33
10. When There’s Nothing Left (Katy Hudson) – 6:45
11. Naturally (Single Version) (Katy Hudson/Scott Faircloff) – 5:11